# Francesco Salvi

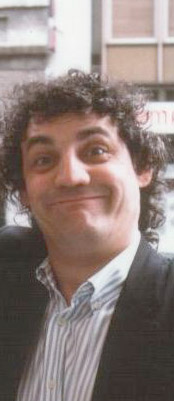
Francesco Salvi.

Francesco Salvi (Luino, Italia, 7 de febrero de 1953) es un compositor, cantante y actor cómico italiano. Ha trabajado en cine, cabaret, música, teatro y televisión. 

## Televisión
Comenzó a trabajar regularmente en televisión a partir de 1980. Participó en la adaptación de la RAI de la novela Un matrimonio de provincias de Marchesa Colombi. En 1987 apareció como protagonista en el programa de televisión Drive In, ideado por Antonio Ricci. Entre 1988 y 1989 presentó su propio programa, MegaSalvi Show. En 2006 participó en el reality show La Fattoria y en el programa Comedy Club. Entre 2011 y 2017 interpretó a Roccia en la serie A un paso del cielo.

## Carrera musical
La carrera musical de Salvi fue impulsada por el Festival de San Remo, donde participó por primera vez en 1989 con la canción «Esatto» (Exacto), clasificando en el séptimo lugar. Reaparecería en el certamen tres veces más, en 1990 con la canción «A» (4º lugar), en 1993 con «Dammi un Bacio» (Dame un Beso, no llegó a la final) y en 1994 con «Statento»( ten cuidado) (coescrita con Vittorio Cosma, clasificada en el 15º lugar). Estas canciones aparecieron en sus respectivos discos Megasalvi (1989), Limitiamo i danni (Limitemos los Daños, 1990), La Bella e il Best (La Bella y la Bestia, 1993) y Statento (ten cuidado, 1994).
También fue muy exitosa «C'è Da Spostare Una Macchina» (Hay que empujar un automóvil) del año ´89, que se utilizó como cortina musical del MegaSalvi Show y fue incluida en el álbum Megasalvi.
En 1991 participó en dos musicales cómicos: Odissea (basado en el poema homérico) y Los Tres Mosqueteros. 
Junto con la participación en el Festival de San Remo, Salvi ha grabado ocho discos de estudio, que aparte de los ya mencionados, incluyen Se lo Sapevo (Sí lo Sabía, 1991), In Gita col Salvi (En Excursión con Salvi, 1992) y Testine Disabitate (cabezas vacías, 1995). El último disco del italiano fue Tutti Salvi x Natale (Todos a Salvo para Navidad, 1998), una colección de canciones navideñas para niños. Con esta discografía ha logrado 5 Discos de Platino (uno de ellos para Megasalvi) y 7 Discos de Oro.

## Discografía
- 1989: Megasalvi
- 1990: Limitiamo I Danni
- 1991: Se Lo Sapevo
- 1992: In Gita con Salvi
- 1993: La Bella e il Best (álbum recopilatorio)
- 1994: Statento
- 1995: Testine Disabitate
- 1998: Tutti Salvi x Natale
- 2009: Abbandonato! (sencillo publicado en Internet -YouTube-)